# (3105) Stumpff
(3105) Stumpff (A907 PB; 1931 TL3; 1951 LM; 1958 PC; 1965 SS; 1979 YM5; 1982 WN; 1984 DP) ist ein ungefähr sieben Kilometer großer Asteroid des inneren Hauptgürtels, der am 8. August 1907 vom deutschen Astronomen August Kopff an der Landessternwarte Heidelberg-Königstuhl auf dem Westgipfel des Königstuhls bei Heidelberg (IAU-Code 024) entdeckt wurde.

## Benennung
(3105) Stumpff wurde nach dem deutschen Astronomen Karl Stumpff (1895–1970) benannt, der Himmelsmechaniker und Professor für Astronomie in Berlin, Graz und Göttingen war. Seine Methode zur Behandlung periodischer Prozesse war ein Vorläufer der Fast Fourier Analysis. Der Name wurde von den Astronomen Gerhard Klare und Lutz D. Schmadel vorgeschlagen.